# Campeonato Pan-Americano de Rugby
O Campeonato Pan-Americano de Rugby foi um torneio de rugby union, realizado entre 1995 e 2003, que reunia as quatro principais nações deste esporte no continente americano. Sua organização era feita pela Associação Pan-Americana de Rugby.
Participaram de todas as suas edições as seleções de Argentina, Canadá e Uruguai. Os Estados Unidos ingressaram na edição de 1996. Os quatro países disputaram esta competição com as suas equipes principais.
A criação do Campeonato de Rugby das Américas em 2009, então promovido pela IRB, decretou a extinção deste Campeonato Pan-Americano de Rugby.

## Torneios
Segue-se, abaixo, o histórico das edições realizadas deste campeonato.